# Rudolf von Salis-Soglio (Landammann)
Rudolf von Salis (Soglio) (getauft am 11. Juni 1747 in Chur; † 31. März 1821 ebenda; heimatberechtigt in Soglio, Avers (1773) und Chur (1797)) war Bündner Landammann sowie Amtsbürgermeister.

## Leben und Wirken
Rudolf von Salis war Sohn des Bergeller Landammanns Johannes von Salis und der Catharina Barbara geborene von Salis. Er stand von 1763 bis 1770 im Dienst der Österreichischen Niederlande und heiratete Maria Magdalena, Tochter des Thomas von Salis-Haldenstein.
Salis war von 1773 bis 1777 Landammann von Avers sowie von 1783 bis 1785 Vicari im Veltlin. Er wohnte in Chur und wurde 1799 als Anhänger der Habsburger nach Salins deportiert. Von 1804 bis 1818 übernahm er in den geraden Jahren das Amtsbürgermeisteramt der Stadt Chur. Im Jahr 1810 wurde Salis Gesandter zur Tagsatzung und Mitglied des Bündner Grossen Rats. Als Bundespräsident der Jahre 1811 und 1813 des Gotteshausbundes wurde er auch des Mitglied des Kleinen Rats.
Als der Offizier Franz Simon von Salis am 4. Januar 1814 einen Putsch anführte, befürwortete Rudolf von Salis als noch amtierender Kleinrat und Aristokrat das reaktionäre Anliegen.

## Belege
1. 1 2 3  Jürg Simonett: Rudolf von Salis (Soglio). In: Historisches Lexikon der Schweiz.  6. Januar 2012.
2. ↑  Jürg Simonett: Franz Simon von Salis (Zizers). In: Historisches Lexikon der Schweiz.  7. Januar 2011.

| Personendaten    | Personendaten                            |
| ---------------- | ---------------------------------------- |
| NAME             | Salis-Soglio, Rudolf von                 |
| ALTERNATIVNAMEN  | Salis, Rudolf von                        |
| KURZBESCHREIBUNG | Bündner Landammann und Amtsbürgermeister |
| GEBURTSDATUM     | 11. Juni 1747                            |
| GEBURTSORT       | Chur, Schweiz                            |
| STERBEDATUM      | 31. März 1821                            |
| STERBEORT        | Chur, Schweiz                            |